# Советский район (Ростов-на-Дону)
Советский район — административно-территориальная единица, один из 8 районов города Ростова-на-Дону. Был образован в 1973 году.

## История

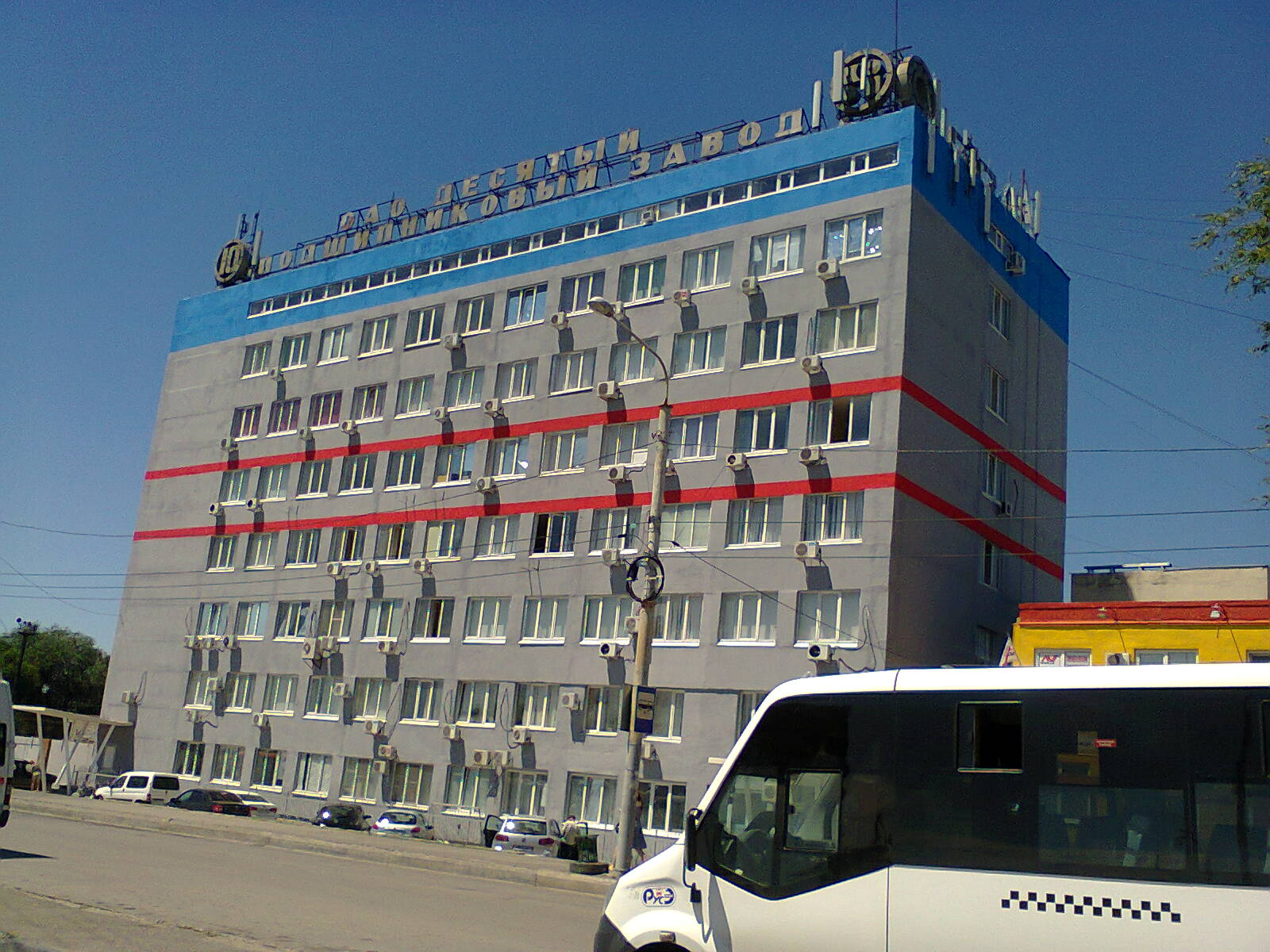
ГПЗ-10

В конце пятидесятых — начале шестидесятых годов XX века в юго-восточной части западной окраины Ростова появились первые двухэтажки. Уже тогда рядом велось строительство подшипникового завода, который стал десятым в СССР. Вслед за жилыми домами в микрорайоне появился первый магазин, его назвали «Новосёл», первая школа № 92 (математическая), первый торговый центр «Черемушки», первый детский комбинат «Одуванчик».
Через три года Западный жилой массив напоминал город-спутник. За короткое время здесь появились две промышленные зоны: Западная и Северо-Западная. Неофициально Западный жилой массив называли городом Советск. В декабре 1973 года он стал седьмым районом города Ростова-на-Дону — Советским.
С 2008 года началось бурное развитие Советского района за счет застройки Интеко одной из старых территорий — Левенцовки. Срок реализации проекта с 2008 по 2014 годы 370 тыс. квадратных метров жилой площади. На сегодняшний день построено 25 высотных домов в которых живут 10 тыс. человек.

## Население
| 1979     | 1989     | 2002     | 2009     | 2010     | 2012     | 2013     |
| -------- | -------- | -------- | -------- | -------- | -------- | -------- |
| 146 613  | ↗148 271 | ↗166 194 | ↗166 794 | ↗170 279 | ↗173 357 | ↗175 725 |
| 2014     | 2015     | 2016     | 2017     | 2018     | 2019     | 2020     |
| ↗178 014 | ↗179 287 | ↗180 596 | ↗183 144 | ↗185 647 | ↗187 980 | ↗190 487 |
| 2021     |          |          |          |          |          |          |
| ↗196 242 |          |          |          |          |          |          |

## Экономика
В Советском районе кроме шарикоподшипникового завода (ГПЗ-10) имеются: молочный комбинат, завод по ремонту дорожной техники, химкомбинат имени Октябрьской революции, хладокомбинат № 3.
Железнодорожная станция «Ростов-Западный» является грузовой.
Проложена самая широкая в Ростове автомагистраль — улица Малиновского, соединившая Западную и Северо-Западную промышленные зоны. Местные жители назвали её БАМом.

## Инфраструктура
В районе были построены 9 школ (№ 15, 31,37, 60, 61, 86, 87, 92, 95), 10 детских садов и комбинатов, два торговых центра, магазин «Универсам», сеть предприятий бытового обслуживания, институт математики, механики и компьютерных наук им. И. И. Воровича, корпуса химфака, высоких технологий, геофака и физфака ЮФУ, научно-исследовательские институты Швейной промышленности, «Южгипрозем», «Гидрохим» и ВНИГРИуголь, Областная больница и городская больница № 20, техникум механизации учёта, музыкальная школа № 7.
Позже были построены кинотеатр «Плевен», Областная детская больница, стоматологическая поликлиника, ряд институтов Северо-Кавказского научного центра Высшей школы, школа начсостава МВД, преобразованная в Юридический институт МВД РФ, профессионально-технические училища № 5 и № ?, а также ещё 9 школ (№ 73, 31, 58, 103, 112, 117, 119).
В районе пересечения улицы Ле-Ман и проспекта Коммунистический находятся ряд культурных и спортивных учреждений: теннисная школа, фитнес-центр, открывшаяся в конце 2014 года «Ice Arena», торговый центр «Западный», храм Святого Великомученика Георгия Победоносца.

## Фотогалерея

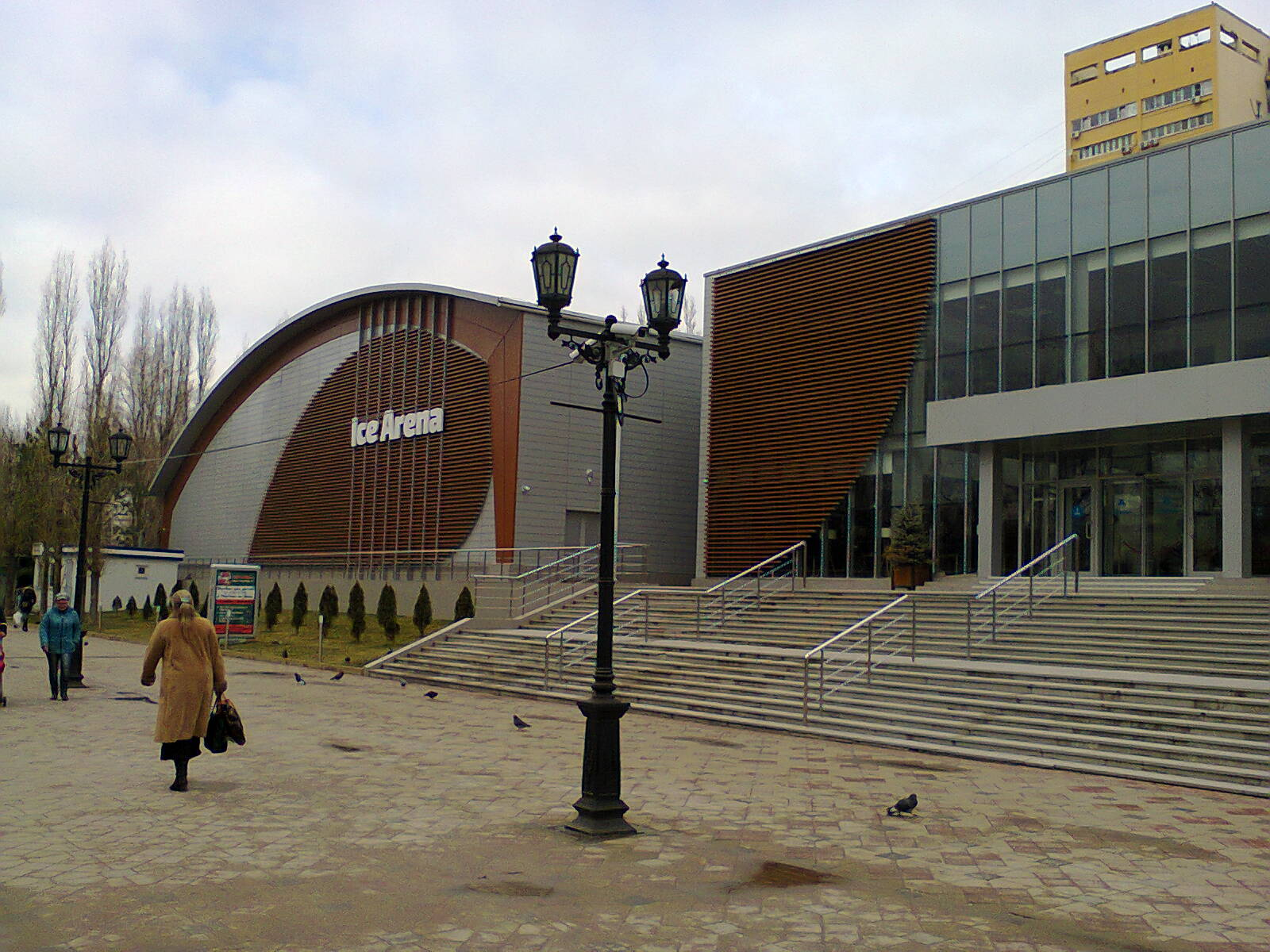
Комплекс «Ice Arena»
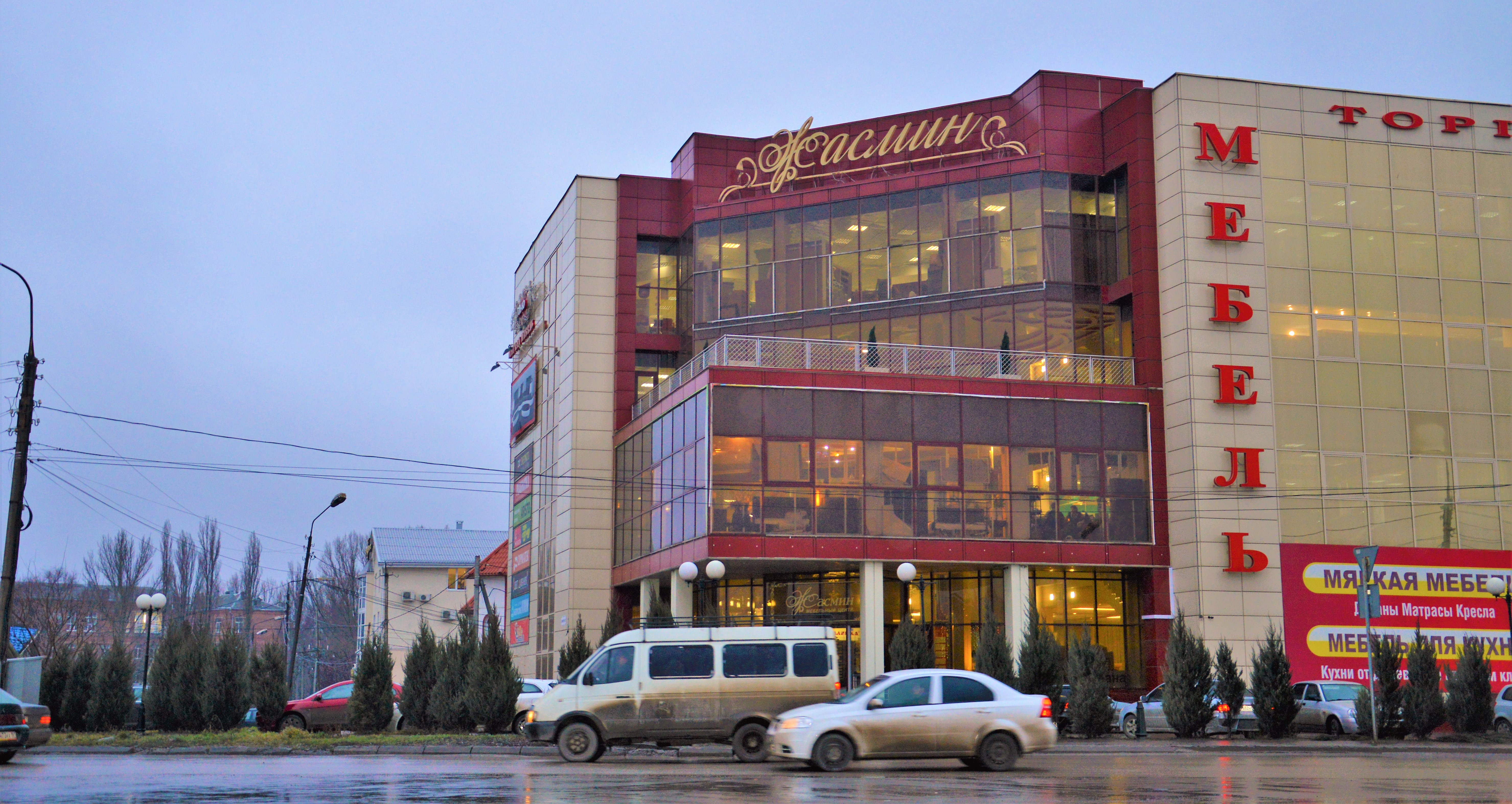
Торговый центр «Жасмин»
Храм Георгия Победоносца